# Ritter von Barmstede (Rose)
Ritter von Barmstede ist eine Kletterrose aus dem Hause W. Kordes’ Söhne, die zu Ehren der Ritter von Barmstede, den Gründern der Stadt Barmstedt und dem Kloster von Uetersen, aus dem die heutige Rosenstadt Uetersen entstand, benannt wurde. Diese Rose ist inzwischen in Vergessenheit geraten und gehört daher zu den weniger bekannten Rosen. Sie wird nur noch selten im Handel angeboten. Wilhelm Kordes züchtete sie aus der Sorte 'Kordesii' und einer unbenannten Polyantharose.
Sie ist eine überreich blühende, öfter remontierende Kletterrose, mit einem stark aufrechten und breitbuschigen Wuchs. Unter guten Bedingungen und Pflege kann sie eine Breite von 2,5 Metern und eine Höhe von drei bis vier Metern erreichen. Die Blütenfarbe reicht von tiefrosa bis Karminrot mit einem weißen Auge. Die bis zu 7 cm großen, aromatisch duftenden Blüten sind leicht gefüllt. Sie haben stark gewellte Kronblätter mit einer helleren Rückseite und stehen dicht in Büscheln zu 5 bis 15. Die Laubblätter der Rose sind überwiegend mittel bis dunkelgrün, glänzend und eiförmig, mit fein gezahnten Rändern. Als Standort bevorzugt sie gern Halbschatten.
'Ritter von Barmstede' ist frosthart bis −29 °C (USDA-Zone 5). Diese Sorte ist sehr anfällig für eine Vielzahl von Krankheiten und Schädlingen, daher braucht sie regelmäßige Pflege und ist eher für den Rosenkenner geeignet.